# Lewis Carroll
Lewis Carroll, pseudonimo di Charles Lutwidge Dodgson (Daresbury, 27 gennaio 1832 – Guildford, 14 gennaio 1898), è stato uno scrittore, poeta, fotografo, logico, matematico e prete anglicano britannico dell'età vittoriana.
È celebre soprattutto per i due romanzi Le avventure di Alice nel Paese delle Meraviglie e Attraverso lo specchio e quel che Alice vi trovò, opere che sono state apprezzate da una straordinaria varietà di lettori, dai bambini ai grandi scienziati e pensatori.
Fra gli autori che hanno citato Alice come fonte d'ispirazione per le loro opere si possono ricordare James Joyce, Jorge Luis Borges, John Lennone Caparezza.
In molti paesi del mondo esistono club e società di estimatori di Carroll, a cui è anche dedicato un importante premio per la letteratura per ragazzi, il Lewis Carroll Shelf Award.

## Biografia

### Gioventù
Nato a Daresbury, nel borough di Halton (Cheshire), Charles Dodgson proveniva da una famiglia di ascendenza irlandese, anglicana e conservatrice, come la maggior parte della borghesia medio-alta dell'epoca.
Il suo bisnonno, anch'egli chiamato Charles Dodgson, aveva fatto carriera fino alla carica di vescovo; suo nonno (ancora Charles) era stato capitano nell'esercito ed era morto in battaglia nel 1803, lasciando due figli molto piccoli. Il maggiore dei due (l'ennesimo Charles) prese gli ordini religiosi e andò alla scuola di Westminster e poi alla Christ Church di Oxford, rivelandosi estremamente dotato in matematica. Nel 1827, tuttavia, rinunciò alla carriera accademica e sposò una cugina, ritirandosi nell'oscurità di una vita da curato protestante di campagna. Il quarto Charles Dodgson della discendenza nacque a Daresbury nel Cheshire, terzo di undici fratelli (sette femmine e quattro maschi) che, cosa rara in quell'epoca, sopravvissero tutti. Quando Charles aveva 11 anni, la famiglia si trasferì nello Yorkshire del nord, dove rimase per 25 anni.
Parente di Carroll era anche lo storico dell'arte Campbell Dodgson.
Il padre di Charles fece una moderata carriera nella Chiesa; pubblicò alcuni sermoni, tradusse Tertulliano, divenne un arcidiacono della Cattedrale di Ripon, e partecipò (talvolta in modo influente) alle intense dispute religiose che all'epoca dividevano la chiesa anglicana. Personalmente era incline all'anglocattolicesimo e ammiratore di John Henry Newman e del movimento di Oxford. Nei primi anni della sua vita, Charles studiò a casa, con un precettore.
Il registro delle sue letture, conservato dalla famiglia, testimonia quanto il bambino fosse precoce; all'età di soli sette anni lesse il romanzo allegorico religioso Il pellegrinaggio del cristiano (The Pilgrim's Progress, 1678) di John Bunyan. Si è talvolta sostenuto che fosse mancino e che sia stato costretto a contrastare questa tendenza, subendone un trauma; ma non vi sono prove concrete di questo fatto. Si sa invece che era balbuziente, condizione che a più riprese ebbe effetti significativi sulla sua vita sociale. A dodici anni Charles fu mandato a studiare presso una scuola privata a Richmond, dove pare si sia trovato a suo agio. Decisamente meno felice fu alla Rugby School, alla quale passò nel 1845:
La natura dei "disturbi notturni" a cui Dodgson allude non è nota, ma si è ipotizzato che si tratti di un delicato riferimento a qualche forma di molestia sessuale. Da un punto di vista scolastico, tuttavia, Charles primeggiava senza alcuna difficoltà. L'insegnante di matematica, in particolare, tale R. B. Mayor, ebbe a dire che non aveva mai avuto un allievo così promettente in tutta la sua carriera.

### Carriera accademica
Dodgson lasciò la scuola di Rugby nel 1850, iscrivendosi nel gennaio successivo alla vecchia scuola di suo padre, la Christ Church di Oxford. Vi era entrato da appena due giorni quando ricevette la notizia che sua madre era morta di "infiammazione del cervello" (forse meningite o un ictus). Qualsiasi fossero i sentimenti di Dodgson per la morte della madre, non lasciò che lo distraessero dagli studi. Era eccezionalmente dotato, e ricevette numerosi riconoscimenti formali per i suoi notevoli risultati. La sua carriera accademica, però, rimase sempre in un curioso equilibrio fra brillanti risultati e annoiata pigrizia.
Gli fu conferita una cattedra in matematica, che tenne per quasi tutta la vita (26 anni); ma è noto che trovasse l'insegnamento privo di stimoli, e che nelle sue lezioni regnasse l'apatia. A Oxford gli fu anche diagnosticata una forma di epilessia, problema che all'epoca era un notevole fardello sul piano sociale. Recentemente, John Hughes, direttore della clinica di epilessia dell'Università dell'Illinois, ha sostenuto che la diagnosi fatta a Oxford fosse probabilmente sbagliata. Carroll soffriva probabilmente di una forma emicranica detta emicrania con aura, sindrome dove il dolore emicranico è preceduto da particolari sintomi neurologici simili per certi versi all'epilessia (perdita parziale del campo visivo, visione di luci a zig zag). Molti sostengono che questa sintomatologia abbia ispirato alcuni elementi delle sue opere.

### Fotografia

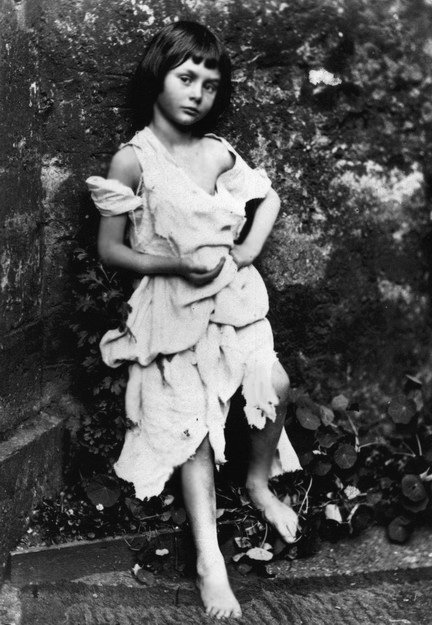
Alice Liddell ritratta da Lewis Carroll, 1858

Nel 1856, Dodgson iniziò a interessarsi alla neonata arte della fotografia, alla quale fu introdotto dapprima da uno zio, e più tardi da Reginald Southey (un amico all'università di Oxford) e il famoso pioniere della fotografia Oscar Rejlander. La fotografia si rivelò uno strumento ideale per esprimere la sua filosofia personale, centrata sull'idea della divinità di ciò che Dodgson chiamava "bellezza": uno stato di grazia, di perfezione morale, estetica e fisica. Dodgson trovava questa bellezza nel teatro, nella poesia, nelle formule matematiche e soprattutto nella figura umana. In seguito, giunse a identificare questa idea di bellezza con il recupero dell'innocenza perduta dell'Eden. Come notò il suo biografo Morton Cohen, con questa visione decisamente poco vittoriana Dodgson "rifiutava il principio calvinista del peccato originale, sostituendolo con il concetto opposto di divinità innata".
La visione artistica e filosofica di Dodgson domina il suo approccio alla fotografia. Dal saggio Lewis Carroll, Photographer di Roger Taylor (2002), che contiene tutte le foto di Dodgson ancora in nostro possesso, risulta che oltre la metà dei suoi lavori erano ritratti di bambine. La maggior parte delle ragazze ritratte scrivevano il proprio nome in un angolo della stampa, per cui i loro nomi sono quasi tutti noti. La sua modella preferita era Alexandra Kitchin ("Xie"); Dodgson la ritrasse circa cinquanta volte fra i 5 e i 16 anni. Nel 1880 cercò di ottenere il permesso di fotografare la sedicenne Xie in costume da bagno, senza riuscirvi.
Si pensa che Dodgson abbia distrutto, o restituito alle famiglie, le fotografie di nudo; tuttavia, almeno sei stampe son sopravvissute e quattro di esse sono state date alle stampe. Il fatto che Dodgson fotografasse o disegnasse ragazzine nude ha contribuito alla tesi che fosse un pedofilo (vedi sotto). Uno degli obiettivi evidenti della fotografia di Dodgson è quello di liberarsi del pesante fardello della simbologia vittoriana, ritraendo le sue giovani modelle più come fate, libere creature dei boschi, che come beneducate damigelle della buona società inglese.
Dodgson utilizzò la fotografia anche per introdursi nei circoli sociali più esclusivi. Fece ritratti per personaggi di spicco del suo tempo come John Everett Millais, Ellen Terry, Dante Gabriel Rossetti, Julia Margaret Cameron e Alfred Tennyson. Si dedicò anche a qualche paesaggio e qualche studio di anatomia. Smise improvvisamente di fotografare nel 1880, dopo 24 anni di attività e oltre 3000 foto. Meno di un terzo di queste immagini sono sopravvissute; alcune sono state deliberatamente distrutte dallo stesso autore. È andato perduto anche il diario in cui Dodgson annotava minuziosamente le condizioni in cui aveva realizzato ciascuno scatto.
Dimenticato dal 1920 al 1960 a causa dell'avvento del modernismo, Carroll/Dodgson viene oggi considerato uno dei più grandi fotografi dell'epoca vittoriana, e certamente uno di quelli che ha maggiormente influito sulla fotografia artistica moderna. Circa 1,80 m, magro, aveva i capelli ricci e gli occhi azzurri. A diciassette anni ebbe un attacco insolitamente tardivo di pertosse che compromise l'udito del suo orecchio destro e probabilmente contribuì ai problemi al sistema respiratorio che lo afflissero per tutta la vita. Inoltre, portò sempre con sé quella che chiamava la sua "esitazione", una forma di balbuzie.
La balbuzie è stata oggetto di numerose speculazioni. Una componente importante dei miti su Lewis Carroll è la teoria secondo cui egli balbettava in presenza di adulti, mentre con i bambini si sentiva libero e parlava fluentemente. Non vi è alcuna prova che ciò sia vero; al contrario, ci sono testimonianze di bambini che sentirono balbettare Dodgson e di adulti che, pur frequentandolo, non si accorsero mai di questa sua caratteristica peculiare. La balbuzie aveva probabilmente un proprio corso di alti e bassi, ma non pare che vi fosse alcun particolare legame con la situazione sociale in cui Dodgson si trovava. In generale, sembra che Carroll fosse più consapevole e preoccupato della propria balbuzie di quanto lo fossero le persone che incontrava; in ogni caso, riuscì sempre a impedire che le sue preoccupazioni al riguardo (talvolta ossessioni) oscurassero le qualità che lo rendevano tanto popolare in società.
Dodgson era certamente una persona socievole e cercava l'attenzione e l'ammirazione del prossimo. In un'epoca in cui la capacità di cantare e persino recitare erano requisiti importanti in società, si trovava discretamente a suo agio. Cantava abbastanza bene e non aveva paura di esibirsi in pubblico. Era bravo a raccontare storie ed era noto per la sua abilità nell'intrattenere con arguti indovinelli e sciarade. Era anche socialmente ambizioso e voleva a tutti i costi fare qualcosa per cui essere ricordato, inizialmente come scrittore o come pittore. La fotografia fu forse, per lo meno al principio, un ripiego rispetto alla pittura, nella quale Dodgson pensava di non essere dotato a sufficienza.
Nel periodo che intercorse fra le sue prime pubblicazioni e il successo di Alice, Dodgson mosse qualche passo nel circolo dei preraffaelliti. Nel 1857 divenne buon amico di John Ruskin e Dante Gabriel Rossetti, e conobbe anche William Holman Hunt, John Everett Millais e Arthur Hughes. Fu in questo circolo che conobbe anche lo scrittore di fiabe George MacDonald. In seguito, sarebbe stato l'entusiasmo delle figlie di MacDonald per Alice a convincere Dodgson a tentarne la pubblicazione. Nonostante la sua vita fosse focalizzata sulla dimensione sociale, Dodgson coltivava una ricca vita spirituale interiore, che emerge solo sporadicamente anche nei suoi scritti. Commentando una canzone che compariva nel romanzo Alton Locke di Charles Kingsley ebbe a dire:

### Carriera letteraria
Fra il 1854 e il 1856 Dodgson iniziò a pubblicare poesie e racconti su riviste a tiratura nazionale come The Comic Times e The Train, e su giornali locali come la Whitby Gazette o lo Oxford Critic. In genere, si trattava di lavori comici, talvolta satirici. La sua ambizione andava molto al di là di questi risultati; nel luglio 1855 scrisse "non credo di aver ancora scritto alcunché degno di una vera pubblicazione (ed escludo quindi la Whitby Gazette o l'Oxonian Advertiser), ma non dispero di poterci riuscire in futuro."
Diversi anni prima di Alice iniziò a pensare come realizzare libri per bambini che potessero vendere bene; fra i suoi progetti comparivano libri di Natale e manuali pratici per la costruzione di marionette. Nel 1856 pubblicò con lo pseudonimo "Lewis Carroll" una poesia romantica non particolarmente originale dal titolo Solitude, pubblicata su The Train. Il nome Lewis Carroll era una deformazione giocosa del suo vero nome: Lewis è infatti la versione inglese di Ludovicus, da cui deriva Lutwidge; Carroll è l'anglicizzazione di Carolus, il latino per Charles.

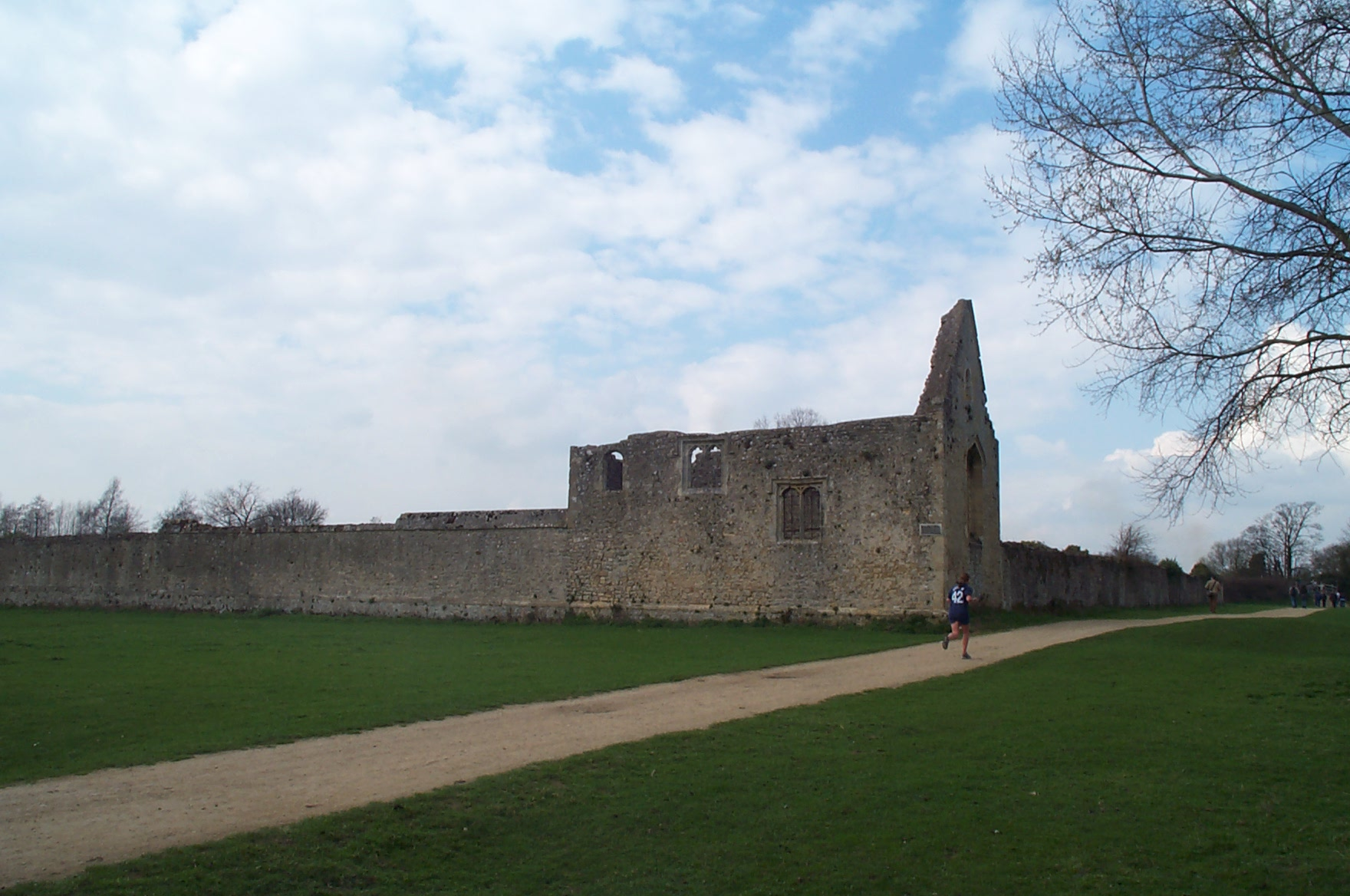
Le rovine del Convento di Godstow.

Nello stesso anno giunse alla Christ Church un nuovo rettore, Henry Liddell. Dodgson divenne ottimo amico di famiglia di Liddell e in particolare della signora e dei figli. Con le tre figlie Ina, Alice e Edith era solito fare giri in barca e pic-nic, arrivando fino a Godstow e Nuneham. Fu durante una di queste gite, nel 1862, che Dodgson inventò le linee generali di una storia fantastica per divertire le tre bambine. Alice Liddell lo pregò di metterla per iscritto. Ne nacque un manoscritto intitolato Alice's Adventures Under Ground ("Le avventure di Alice sotto la terra"), che si trova oggi nella British Library (sebbene sia naturale ritenere che la Alice del titolo sia Alice Liddell, pare che ciò sia stato smentito da Dodgson).
In seguito Dodgson si decise a sottoporre il libro all'editore MacMillan, che lo apprezzò molto. Furono necessarie diverse revisioni (fra i titoli alternativi che furono considerati ci sono Alice Among the Fairies, "Alice tra le fate" e Alice's Golden Hour, "L'ora dorata di Alice"), finché nel 1865 vide finalmente la luce Le avventure di Alice nel Paese delle Meraviglie (Alice's Adventures in Wonderland), firmato da "Lewis Carroll" (lo pseudonimo usato nove anni prima per Solitude), con illustrazioni di John Tenniel. Il libro ebbe un successo immediato e travolgente, e "Lewis Carroll" divenne presto un amatissimo e famosissimo personaggio pubblico, quasi un alter ego che conduceva una vita propria, parallela a quella di Dodgson.
Al nome "Lewis Carroll" vennero associati gradualmente una serie di miti, incentrati sull'idea che si trattasse di un personaggio bizzarro, quasi venuto da un mondo fatato fatto di bambine e magia. Dodgson continuò a insegnare (fino al 1881) e rimase alla Christ Church fino alla morte, conducendo la sua solita vita; ma Carroll continuò a scrivere. Nel 1872 pubblicò Attraverso lo specchio e quel che Alice vi trovò (Through the Looking-Glass and what Alice Found There); nel 1876 La caccia allo Snark (The Hunting of the Snark), un breve poema epico nonsense dedicato a un'altra bambina, Gertrude Chataway; nel 1889 e nel 1893 i due volumi del suo ultimo romanzo, Sylvie e Bruno (Sylvie and Bruno). Produzione meno nota è, certamente, quella che riguarda la sua passione per la logica e per la matematica.
Con il suo vero nome fece pubblicare una serie di trattati di logica di cui si ricordano, tra gli altri, Euclide e i suoi rivali moderni (1879), Il gioco della logica (1887),  Che cosa disse la tartaruga ad Achille (1894) e La logica simbolica, pubblicato nel 1894. Carroll è soprattutto ricordato per la scoperta di un regresso, noto come Regresso di Bolzano-Carroll (fu scoperto indipendentemente da Bolzano, in una forma leggermente diversa, alcuni decenni prima). Tale regresso concerne la possibilità di attribuire alle inferenze un valore giustificativo sulla verità delle conclusioni quando, tra le condizioni alle quali deve sottostare un soggetto logico P (una persona che miri a ragionamenti corretti o una sorta di macchina di Turing) per essere giustificato dall'inferenza, rientri la conoscenza da parte di P della validità dell'inferenza stessa.

### Invenzioni

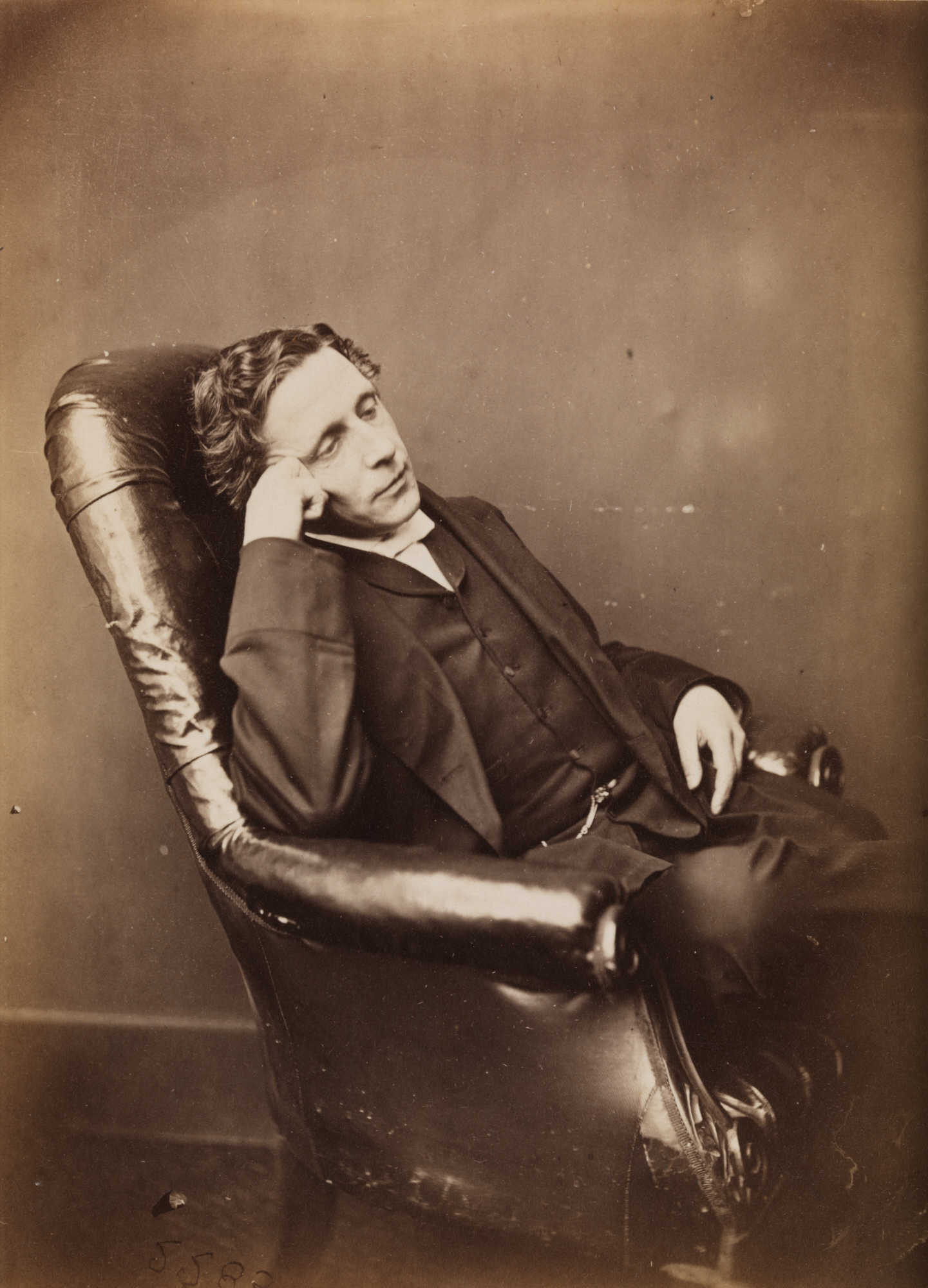
Carroll nel 1875 circa

L'intelligenza fuori dal comune di Dodgson è dimostrata anche da alcune sue invenzioni. Nel 1891 creò un sistema di scrittura detto nyctografia che consentiva di scrivere al buio, usando un codice di segni su una griglia rettangolare dotata di buchi quadrati. Inventò anche un gioco di carta e matita, il word ladder (la "scala delle parole"). Sebbene pochissimi conoscano l'inventore e l'origine di questo gioco, esso è piuttosto diffuso in tutto il mondo.

### Morte
Cinque anni dopo la pubblicazione di Sylvie e Bruno, nel 1898, Carroll morì di bronchite a Guildford nel Surrey, e fu tumulato nel cimitero della stessa cittadina.

## Accuse di pedofilia
La passione di Dodgson per le ragazze e le bambine (e in particolare per Alice Liddell), la sua collezione di foto di bambine di Oscar Gustave Rejlander, le foto che lo stesso Dodgson scattò e altri elementi della sua biografia hanno da lungo tempo portato alla nascita di teorie sulla sua presunta pedofilia, sebbene pochissimi siano arrivati a suggerire che Dodgson abbia mai oltrepassato i confini dell'amore platonico per le sue giovani amiche.
L'argomento è controverso. Tra l'altro, le fotografie di bambini nudi non erano rare all'epoca; altri fotografi vittoriani che si sono cimentati in questo tipo di opere sono per esempio, oltre al sopracitato Rejlander, anche Julia Margaret Cameron e Francis Meadow Sutcliffe. Il cosiddetto "mito di Carroll" (e di Carroll come pedofilo) iniziò, secondo le ricerche condotte da Karoline Leach, con alcune affermazioni che si trovavano nel saggio The Life of Lewis Carroll di Langford Reed (1932). Senza alludere in effetti alla pedofilia, Reed osservò che le amicizie di Carroll con le ragazze terminavano quando queste raggiungevano la pubertà.

Al tempo stesso, al "mito di Carroll" si aggiunse l'idea che Dodgson non avesse una reale "vita adulta" e che si trovasse a suo agio solo in un mondo mentale infantile. Quest'ultimo elemento venne in seguito dato quasi per scontato, e il dibattito si concentrò sul fatto se l'ossessione di Carroll per le bambine fosse innocente o morbosa. Morton Cohen, nel suo Lewis Carroll, a Biography (1995), scrive:
Secondo Cohen, Dodgson chiedeva sempre alle madri delle bambine di essere presenti quando si accingeva a ritrarre le loro figlie, sebbene anche in questo caso possa porsi il dubbio se questa scelta non fosse un atto di autodisciplina. Quello che anche secondo Cohen è certo è che Dodgson, in qualche modo, ispirava fiducia alle famiglie. L'unico caso noto di attrito fra lui e i genitori delle bambine è quello che avvenne nel 1879, ovvero una "improvvisa rottura dell'amicizia" di Dodgson con la famiglia Mayhew dopo che questi gli ebbero rifiutato il permesso di fotografare nude le loro tre figlie maggiori (6, 11 e 13 anni).
Più recentemente, nel libro In the Shadow of the Dreamchild (1999), Karoline Leach sostiene che il sospetto di pedofilia nei confronti di Carroll sia la conseguenza di una errata interpretazione della morale vittoriana e dei rapporti dell'autore con gli adulti. La Leach porta, tra l'altro, numerose prove che Dodgson abbia avuto molte relazioni con donne adulte, sia sposate sia nubili, come Catherine Lloyd, Constance Burch, Edith Shute e Gertrude Thomson. Il libro della Leach è stato attaccato da molti recensori, tra cui Donald Rackin; molti altri autori, tuttavia, lo considerano un progresso importante nella comprensione della biografia di Carroll.

## Opere

### Opere letterarie

#### Opere teatrali
- La Guida di Bragia, a Ballad Opera for the Marionette Theatre, 1850 circa.

#### Prosa
- Le avventure di Alice sottoterra (Alice's Adventures under Ground, 1864) (stampato solo nel 1886)[3]
- Le avventure di Alice nel Paese delle Meraviglie (Alice's Adventures in Wonderland, 1865)[4]
- Attraverso lo specchio e quel che Alice vi trovò (Through the Looking Glass and What Alice Found There, 1871)
- A Tangled Tale, 1885[5]
  - Una storia ingarbugliata, trad. di Duccio Valori, Roma, Astrolabio-Ubaldini Editore, 1969; Prefazione di Stefano Bartezzaghi, Collana La Cultura, Milano, Il Saggiatore, 2025, ISBN 978-88-428-3581-3.
  - Una storia ingarbugliata, trad. di Elena Corsino, Introduzione di Gerald Parks, Collana Il flauto magico n.29, Pordenone, Edizioni Studio Tesi, 1997, ISBN 88-76-925-59-7.
  - Una storia intricata. Racconti matematici, trad. e cura di Carla Muschio, con 6 ill.ni di Arthur Burdett Frost, Collana Fiabesca n.49, Roma, Stampa Alternativa, 1998, ISBN 88-7226-419-7.
- Sylvie e Bruno, 1889
- Sylvie and Bruno Concluded, 1893

#### Poesia
- Miss Jones, canzone comica del 1862[6]
- Phantasmagoria and Other Poems, Casa editrice Macmillan And Co., Londra, 1869
- La caccia allo Snark (The Hunting of the Snark, 1876)
- Doublets (1879)
- Rhyme? And Reason?, 1883
- Three Sunsets and Other Problems, 1898
- The Manlet, 1903
- Ho una fata accanto, trad. Francesca Cosi e Alessandra Repossi, Motta Jr, 2014, ISBN 88-8279-406-7. [raccolta di poesie]

#### Saggi
- Some Popular Fallacies about Vivisection[7]
- Eight or Nine Wise Words About Letter-Writing[8]
- Notes by an Oxford Chiel[9]
- The Principles of Parliamentary Representation (1884)
- Pillow Problems, 1893
- What the Tortoise Said to Achilles, 1895

### Opere matematiche
- A Syllabus of Plane Algebraic Geometry (1860)
- The Fifth Book of Euclid Treated Algebraically (1858 e 1868)
- An Elementary Treatise on Determinants, With Their Application to Simultaneous Linear Equations and Algebraic Equations
- Euclide e i suoi rivali moderni (Euclid and his Modern Rivals, 1879)
- La logica simbolica (Symbolic Logic Part I e Symbolic Logic Part II, scritto nel 1894 ma stampato solo nel 1977)
- The Alphabet Cipher (1868)[10]
- Il gioco della logica (The Game of Logic, 1886), Roma, Casa Editrice Astrolabio-Ubaldini, 1969
- Curiosa Mathematica I (1888)
- Curiosa Mathematica II (1892)
- A discussion of the various methods of procedure in conducting elections (1873), Suggestions as to the best method of taking votes, where more than two issues are to be voted on (1874), A method of taking votes on more than two issues (1876), raccolti nel volume The Theory of Committees and Elections, curato e pubblicato nel 1958 da Duncan Black.

### Epistolari
- Cara Alice... Lettere di Charles Lutwidge Dodgson (The Letters of Lewis Carroll, 1979), Edizione italiana a cura di Masolino D'Amico, Collana Supercoralli, Torino, Einaudi, 1985, ISBN 88-06-58636-X.

## Nella cultura di massa
L'autore è citato dal rapper Caparezza nel suo ottavo album in studio Exuvia, nel quale è presente la traccia Il mondo dopo Lewis Carroll, in cui si fa riferimento ai romanzi di Carroll su Alice.